# Francisco Rogent
Francisco Rogent y Pedrosa (Barcelona, 24 de diciembre de 1864-Barcelona, 1898) fue un arquitecto, escritor y editor español.

## Biografía

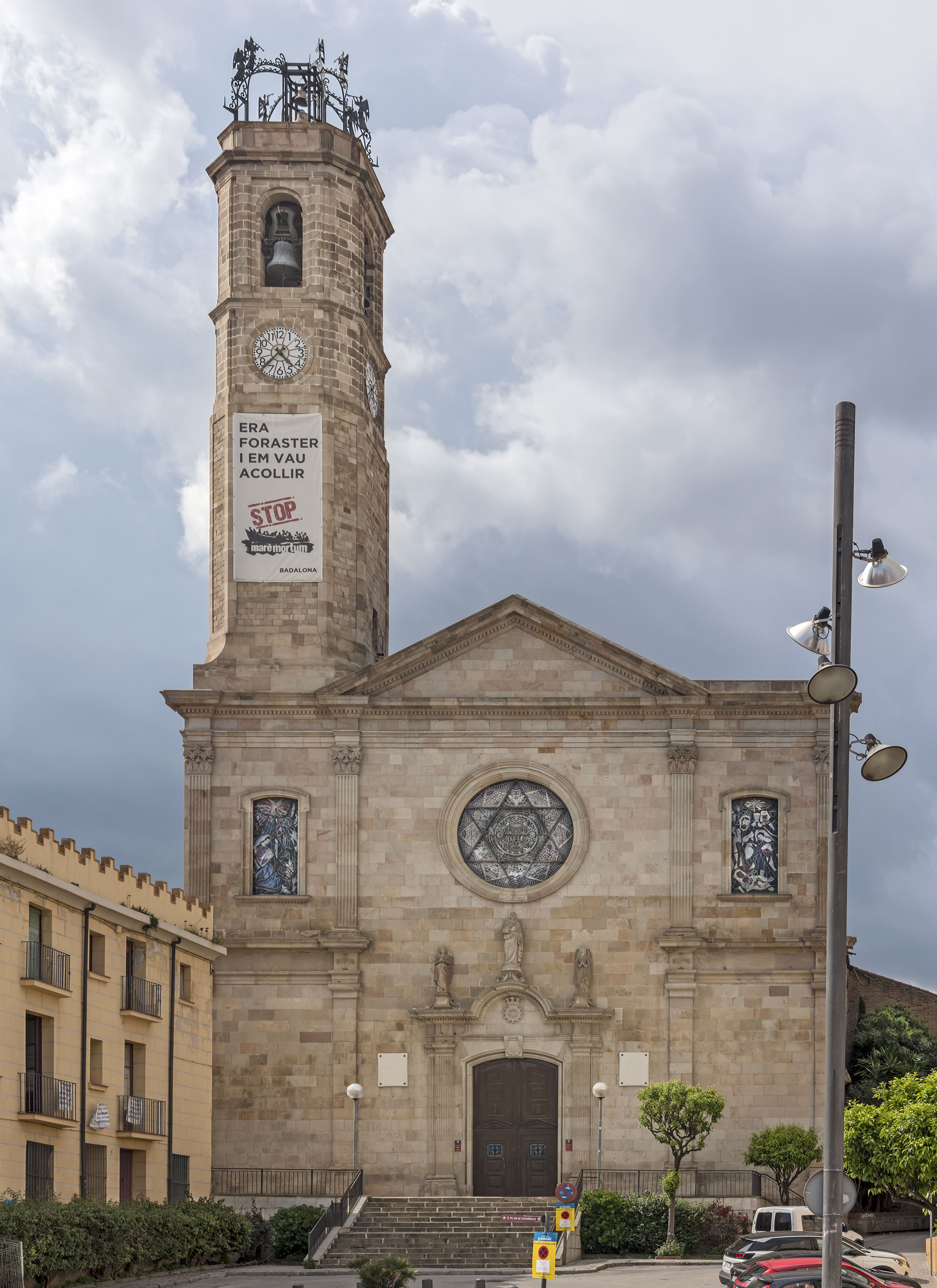
Fachada de la iglesia de Santa María de Badalona

Hijo del también arquitecto Elías Rogent, estudió en la ETSAB, donde se tituló en 1887. Como arquitecto fue el responsable de la reforma de Cau Ferrat, la casa de Santiago Rusiñol en Sitges (1892), así como de la restauración del Monasterio de Ripoll. En Barcelona fue autor del Frontón Colón así como del puente que unía el parque de la Ciudadela con el depósito de agua de la Gran Cascada, efectuado para la Exposición Universal de 1888.
También proyectó junto con su padre la claraboya del patio del Palacio Marc de Reus, en la Rambla (1892).Fue también arquitecto municipal de Badalona, donde proyectó la fachada neoclásica de la iglesia parroquial de Santa María (1895), y diseñó unas fuentes de hierro colado (1892) consideradas bien cultural de interés local. También participó en la restauración del castillo de Monsolís de San Hilario Sacalm.

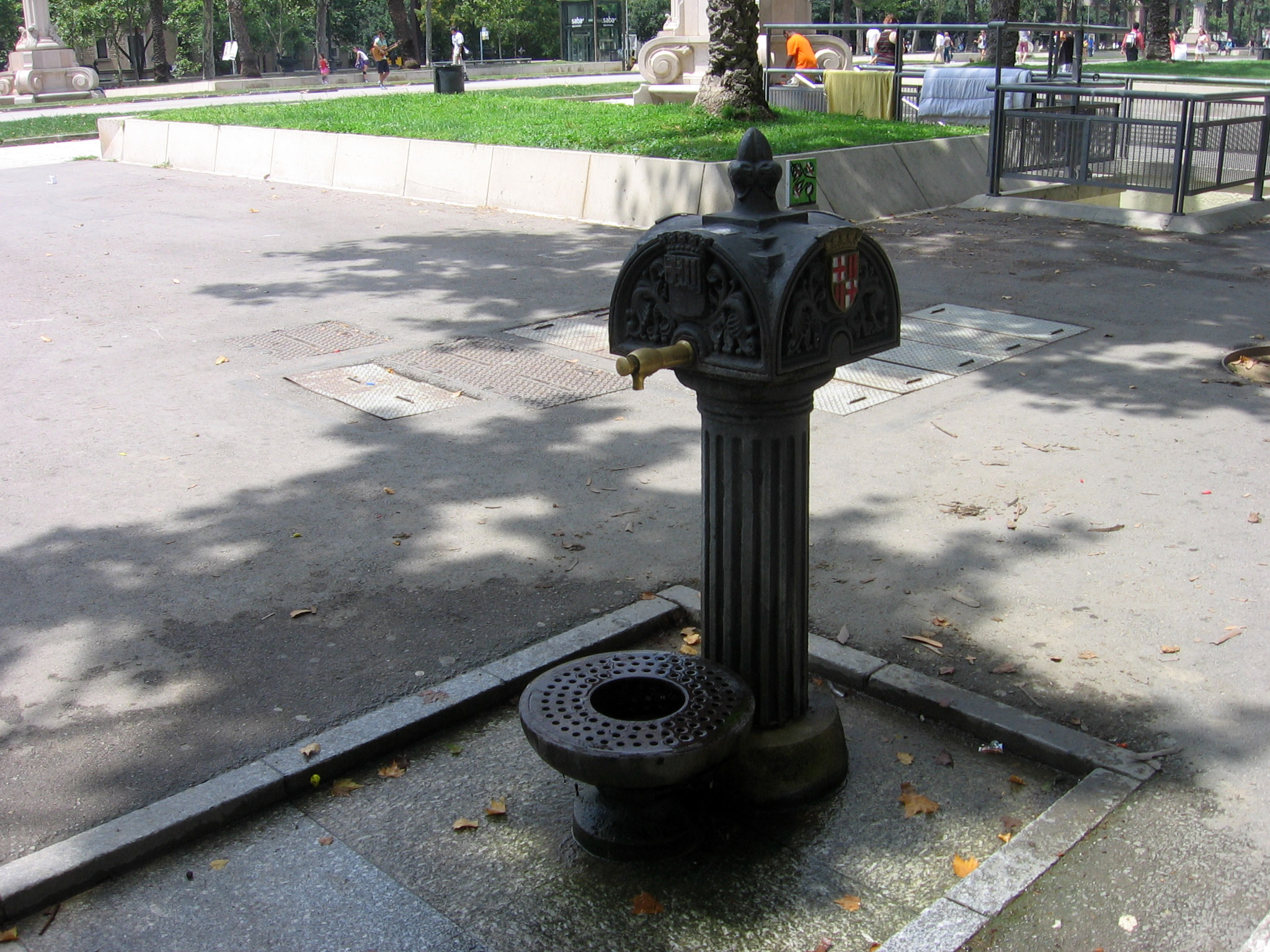
Fuente diseñada por Rogent, paseo de Lluís Companys, Barcelona.

Fundador de la editorial Parera i Cia., en ella publicó algunas de sus obras, como Arquitectura moderna de Barcelona (1897) —escrita junto a Lluís Domènech i Montaner— y Catedral de Barcelona (1898). Falleció en Barcelona el 12 de febrero de 1898 y habría sido enterrado presumiblemente en el cementerio antiguo.